# هبة هاشم
هبة هاشم (24 أكتوبر 1984 -)، مذيعة وممثلة مصرية مقيمة في الكويت. بدأت مشوارها كمقدمة برامج في قناة سكوب ثم اتجهت إلى التمثيل، درست الأدب المسرحي والآن هي مديرة أعمال الفنانة هدى حسين.

## أعمالها

### من المسلسلات
- يا صديقي.
- المزواج - الجزء الثاني.
- خادمة القوم

حياة ثانية